# Galeazzo Nardini
Galeazzo Nardini (Pescia, 25 febbraio 1938 – Massa e Cozzile, 30 marzo 2016) è stato un artista italiano.

## Biografia
Nasce a Pescia il 25 febbraio 1938, corridore ciclista e pittore, esperto di diamanti grezzi, espositore di se stesso; dopo un periodo di pittura tradizionale, frequenta i corsi liberi di nudo all'Accademia di belle arti di Firenze, come lui dice sul suo sito: dipingevo figure e paesaggi, e contemporaneamente opere informali e collages e "senza saperlo" facevo di tanto in tanto performances. Dal 1966 a 1967 si iscrive a l'École Pratique des Hautes Études segue alla Sorbonne i corsi, di Pierre Francastel e Lucien Goldmann direttori degli studi, di Sociologia dell'Arte e Sociologia del Romanzo.
Dal 1968 -1971 con Eduard Sirakian inizia lo studio dell'arte del taglio dei diamanti e diviene esperto in diamanti grezzi. Viaggi in Africa. Nel settembre 1973 espone una sua opera al museo dell'Louvre e al Musée d' Art Moderne de la ville de Paris VIII Biennale. A novembre del solito anno si autoespone alla galleria degli Uffizi. Nel 1974 apre a Montecatini Terme lo Spazio Alternative 2 che ha ospitato performance e esposizioni di artisti, dalle avanguardie internazionali ai Naif Jugoslavi. Nel 1976 inizia Arte Sciopero, lo sciopero della creatività, dopo una breve interruzione nel 1977 per realizzare il primo Libro Sferico, fondare l'Università Utopica e mettere in scena Alchimiare, intraprende, senza successo, una crociata anticensoria e per mantenersi dipinge di tanto in tanto con lo pseudonimo di P. La Maison. Ancora oggi si considera ed è un artista in sciopero. È il padre dell'attrice Hélène Nardini. 
Nel 1977 - 1978 da Londra con Michael Pergolani ha partecipato alla trasmissione Rai L'altra domenica di Renzo Arbore per diverse puntate. Organizza a Montecatini Terme Supermegaiperdada una festa nell'ambito di Critica 1, L'arte da chi a chi, Convegno internazionale sui problemi della critica d'arte promosso dalla Regione Toscana e dal comune di Montecatini Terme su progetto di Egidio Mucci e Pier Luigi Tazzi che si tenne a Montecatini Terme nel Marzo 1980 a cui parteciparono, Umberto Eco, Jean Christophe Amman, Jean Baudrllard, Eugenio Battisti Pierre Restany e tanti altri. Partecipò anche l'amico di Nardini Guglielmo Achille Cavellini e molti altri artisti in performance alla festa: Giuseppe Chiari, Gianni Bertini, Mario Mariotti Eugenio Miccini, Lanfranco Baldi, Rostagno, Claudio Costa, Sarenco, Abraham David Christian. Nel 1979 - 1980 sempre con Michael Pergolani e sempre per la Rai è stato tra i protagonisti del  Pergolangolo  inserito in un programma di Rita Pavone. Nel 1981 - 1983 Con l'Università Utopica e il giornale satirico IL MALE, di cui divenne redattore, lunga e divertente campagna anticensorea per far togliere le braghe al Giudizio Universale di Michelangelo, in quel contesto organizzò, a Roma, con Michael Pergolani e il giornale satirico IL MALE, grazie a Renato Nicolini: Miseria 81 - Festival dei Nuovi Poveri . Nel 1995 è invitato al V Congresso Internazionale di studi sulle Utopie Passioni caratteri gestualità in utopia. Enti organizzatori: AISU Associazione Internazionale per gli Studi sulle Utopie Roma. Fondazione Eugenio Battisti Roma, SUS Society for Utopian studies USA e Canada. Università di Roma La Sapienza, Università di Cassino Dipartimento di Filosofia e Scienze Sociali. Università di Bologna Centro Interdipartimentale di Ricerca sull'Utopia. Istituto Universitario Suor Orsola Benincasa Napoli. Università di Macerata Facoltà di Scienze Politiche. In quella occasione L'Università Utopica da lui fondata è entrata nella Mappa delle Utopie. Nominato, nel 1980, Master of Ceremonies da Guglielmo Achille Cavellini per la celebrazione del centenario della nascita dell'artista ha costruito in Second Life l'Italian Museum dove in collaborazione con l' Università Utopica e/o Ubiquitopica ha allestito una mostra dei suoi lavori. Dal dicembre 2022 alcuni suoi disegni sono parte della collezione permanente del Montecatini Contemporary Art.

## Giudizio Universale di Michelangelo, mappa della censura

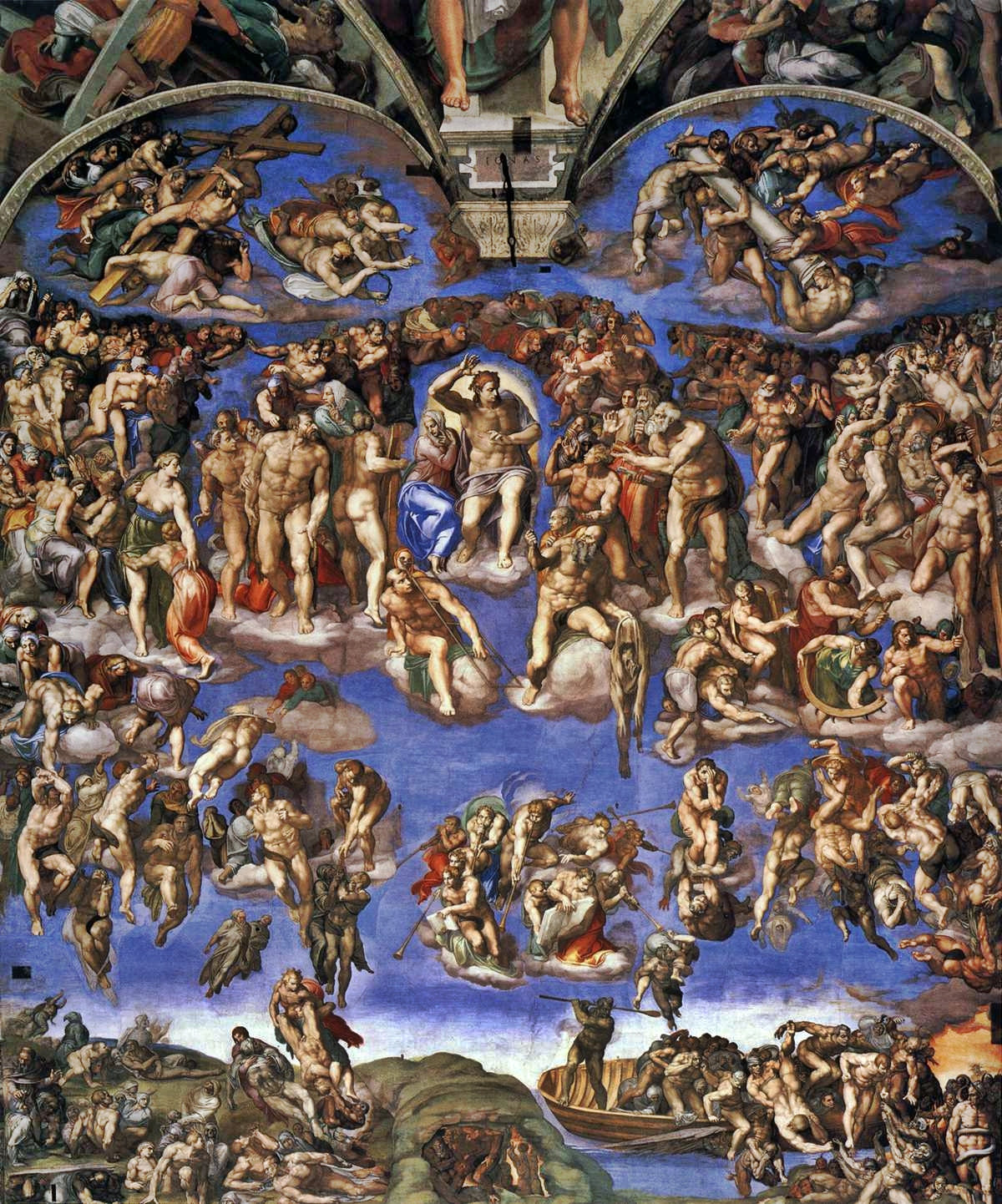
"Giudizio Universale", Michelangelo Buonarroti

Nel 1977 comincia ad interessarsi alla censura del Giudizio Universale di Michelangelo. Nello stesso anno fondò l'Università Utopica e/o Ubiquitopica e istituisce la Cattedra di Utopia Pratica. Inizia il rapporto di amicizia con Eugenio Battisti.

## Principali mostre personali
- 1959 Pittori della Valdinievole alla Galleria Flori di Montecatini Terme
- 1964  Mostra del Pittore Anarchico Galeazzo  - Aula Magna della facoltà di Architettura di Firenze a cura di Carlo Canepari. (Firenze Facoltà occupata)
- 1966 Esposizione (con Luigi Bruno Bartolini)  Galleria Flori Montecatini Terme
- 1974  Il mondo è un'opera d' arte in divenire  - Contemporanea - Area Aperta - A cura di Achille Bonito Oliva - 15 - 17 Febbraio. Roma
- 1974  Il Louvre come punto di partenza  Studio Inquadrature 33 Firenze
- 1974 Partecipa con " Autoinvito " alla Biennale di Venezia.
- 1974 Aktion Eingeben der daten - Memorizzazione ( Per Evelyn Weiss ) - " Projekt' 74 "- Kunsthalle - Colonia - 8 Settembre
- 1975 Esposizione e Aktion  Il mondo è un'opera d'arte in divenire  Atelier Milch Strasse Freiburg 18 Ottobre - 7 Novembre
- 1977 Arte Sciopero Art Grève Art Strike Kunst Sreike Arte Huelga....... Gennaio 1977 al ????  - m³ 151 Spazio Alternative 2 Montecatini Terme
- 1977 Il primo  Libro Sferico ( Libro sferico bianco ) e, per rendere piacevole l'apprendimento nella prima infanzia, progetta il primo  Libro Palla
- 1977  Poéticas Visuais  MAC - Museu de Arte Contemporanea da Universidade de Sao Paulo - Brasile
- 1979 The Bottom of Mona Lisa - m3 151 Spazio Alternative 2 - Montecatini Terme
- 1979  The Bottom of Mona Lisa  - The Chequers - Grantham - Lincs - Inghilterra
- 1982 La censura nella Universatilità del Giudizio e altre storie Spazio Alternative2 Montecatini Terme - 30 Maggio
- 1983  La censura nella Universatilità del Giudizio e altre storie  Vicolo del Canale 26a - 21 Aprile - Roma
- 1985 La censura nella Universatilità del Giudizio e altre storie : Come attaccare le braghe alla Cometa di Halley  Via della Madonnella 9 - Sperlonga
- 1998 Arte Sciopero Art Grève Art Strike Kunst Streik Huelga de Arte 1977 - 1998  The Art Gallery a casa di Giorgio - Massa e Cozzile

### Mostre collettive
- 1975  Le monde est une oeuvre d' art en evolution  - 6 Jours de la Peinture - Stade Vailler - Marsiglia - 6 / 7 Giugno
- 1978 Arte Sciopero Art Grève Art Strike Kunst Streik Arte Huelga " Feria di Luglio - Comunità del Loretino - Firenze
- 1979  Multimedia International  - Universidade de Sao Paulo - Brasile
- 1981 Arte Sciopero Art strike Huelga de Arte Art Grève Kunst Streik - XVI Bienal de Sao Paolo" - San Paolo - Brasile
- 1986  Projeto Vermelho / Progetto Rosso "- Museu de Arte Brasileira - Fundacao Armando Alvares Penteado - San Paolo
- 1990  La Posta in Gioco - Galleria degli Uffizi - Firenze - Italia
- 1994 Mostra/Convegno Arte Negata - Palazzo Pretorio - Certaldo (FI) - Italia
- 2009   Soudain l' été: Fluxus en grève  - 13 Luglio " Ubiquitopica (Web) - Etant donné que: Art gréve est Fluxus, que les sans-papiers sont aussi Fluxus, et, que Fluxus est lui meme sans-papier, je te demande Ben de...
- 2010 - 2011 A Arte Postal da 16ª Bienal Internacional de São Paulo - Centro Cultural São Paulo (CCSP) 8 Settembre 2010 - 30 Gennaio 2011

### Performance
- 1959 Tagliare il traguardo con la ruota di dietro ( Primo corridore al mondo ).
- 1962 Alle tre di notte, ubriaco, sotto un semaforo lampeggiante al giallo nel bel mezzo di un incrocio, restare in equilibrio su di una gamba sola, con dei quadri sotto il braccio, e dichiarare di essere il primo artista che....
- 1962 Seduto ad un tavolo del Gran Caffe' Concerto Gambrinius di Montecatini Terme all' ora dell'aperitivo tento, con la MPPS*, il "collegamento. - *Macchina per parlare con i Santi -
- 1973 Autoesposizione al museo dell'Louvre 23 Settembre (ore 14.27 - 14.28) Parigi
- 1973 Autoesposizione Musée d' Art Moderne de la ville de Paris VIII Biennale Dal 23 Settembre (ore 15.30) al 30 Settembre. Parigi
- 1973 Autoesposizione - Galleria degli Uffizi Salone del Dugento e Giotto - 11 Novembre (ore 12 - 12.30) Firenze
- 1974 Autoesposizione Contemporanea Poesia visiva 15 Gennaio - 13 Febbraio. Roma
- 1977 " Alchimiare " Teatro di e con Galeazzo - Università Popolare - Pistoia - 15 Gennaio
- 1978 - 1 giugno - II Settimana Internazionale della Performance Teatro della post-avanguardia. Bologna.
- 1978 intervista ( 1 ora e 33 minuti ) resa a Pier Luigi Tazzi è stata adoperata, con il titolo "Intervista a un tagliatore di diamanti", come colonna sonora dal Carrozzone gruppo teatrale per il loro lavoro teatrale "Rapporto confidenziale".
- 1980 Organizza, in collaborazione con l'Università Utopica, una grande festa al castello: supermegaiperdada molti gli artisti in performance, tra gli altri: Giuseppe Chiari, Gianni Bertini, Eugenio Miccini, Lanfranco Baldi, Guglielmo Achille Cavellini, Rostagno, Claudio Costa, Sarenco, Abraham David Christian. Presentava Michael Pergolani. Nardini essendo in sciopero, partecipo alla festa con una " performance passiva ": fu operato (la prima vera operazione estetica) da Domenico Lo Russo.
- 1981 Organizza a Roma, con Michael Pergolani grazie a Renato Nicolini, e il giornale satirico IL MALE: Miseria 81 - Festival dei Nuovi Poveri - Al Mattatoio di Roma / dal 23 al 25 Ottobre ). Parteciparono tra gli altri: Simone Carella, Beat 72, Jacopo Fo con la Nuova Enciclopedia, Michael Pergolani, Vincino e IL MALE tutto, Marcello Crisi con il suo grandioso monumento alla Mucca Carolina, Vincenzo Sparagna con Frigidaire, Nardini con L'università Utopica, Luciana Turina, Otto e Barnelli, Ilona Staller (Cicciolina), Jaga Melik, Prem Carella con gli arancioni, Renato Nicolini. Per L'Università Utopica Nardini tenne una conferenza o meglio un comizio sulla censura a Michelangelo (Giudizio universale): Giù le braghe si o no? Questo era il referendum. Sul palco era stata eretta una cabina elettorale e, grazie all'aiuto di "Cicciolina", la cosa ebbe grande successo. Vinse il sì. Giù le braghe.
- 1999 31 Dicembre (ore 23.45) - 1 Gennaio 2000 ( ore 00.15 ) Performance  Lost Shit  e Esposizione: Arte Sciopero Art Strike Art Grève Hulga de Arte Kunst Streik - Le Trottoir - Milano - Italy
- 2000  The Bottom Of Monna Lisa Galeazzo in Sciopero con musica di Guglielmo Pagnozzi, e esposizione: "Arte Sciopero Art Strike Art Greve Hulga de Arte Kunst Streik  - Sesto Senso - Bologna
- 2002 Soqquadro Ne arte ne parte  - Dal 19 al 26 Maggio - Galeazzo in Sciopero, come abitualmente, 24 ore su 24, ma con Musica. - ex mercato ortofrutticolo - Via Fioravanti - Bologna
- 2002 Pittore in sciopero  - 26 Giugno - Parole mute Festival della Letteratura Esordiente Bologna

## Televisione
- 1977 Nel ruolo di Condillac, le riprese del film per la RAI Il sogno di D'Alembert Regia di Aldo Vergine.
- 1977-1978 Da Londra con Michael Pergolani ha partecipato a L'altra domenica di Renzo Arbore per diverse puntate.
- 1979-1980 con Michael Pergolani per la Rai è stato tra i protagonisti del Pergolangolo inserito in un programma di Rita Pavone.

## Congressi
- 1994 Arte Negata - Palazzo Pretorio - Certaldo (FI)
- 1995 È invitato al V Congresso Internazionale di studi sulle Utopie Passioni caratteri gestualità in utopia (congresso itinerante) a Roma - Cassino - Bologna - Napoli

### Saggi ed Articoli
- 1976 D'ARS Gallerie d'avanguardia articolo di Egidio Mucci
- 1981 29 ottobre la Repubblica A Roma s'inaugura Miseria '81 È il festival dei nuovi poveri di Paola Zanuttini
- 1983 Playmen n°5 pubblica, un articolo di Nardini sul Giudizio Universale con la mappa degli interventi censorei:  Braghe in volo .
- 1994 28 maggio la Repubblica Natiche oscurate seni in bella mostra di Maurizio Bologni